# Empire italien d'Éthiopie
5 mai 1936 – 5 mai 1941
Entités précédentes :
- Empire éthiopien

Entités suivantes :
- Empire éthiopien

L’empire italien d'Éthiopie est une colonie italienne dont l'existence correspond à l'occupation italienne de l'Éthiopie du 5 mai 1936 au 5 mai 1941. Durant cette période, l'Italie fasciste, à la suite de sa victoire lors de la seconde guerre italo-éthiopienne, occupe partiellement l'Empire éthiopien. Cette occupation sera marquée par la violence de l'occupant et par l'échec de la politique de colonisation. Ainsi, bien qu'incorporée par Benito Mussolini à l'Afrique orientale italienne, l'Abyssinie fut juridiquement un territoire occupé, ayant maintenu son indépendance. L'occupation fut également marquée par le rôle essentiel joué par la résistance éthiopienne afin d'empêcher la mise en œuvre des politiques coloniales.
L'occupation effective de l'Ethiopie par l'Italie, et le contrôle militaire du territoire, en 1940, ne concerne qu'environ 10 % du territoire éthiopien, la colonisation italienne, s'étendant entre 1935 et 1941 étant trop courte pour étendre complètement l'influence du colonisateur italien. Donc, de facto, de nombreuses régions de ce pays, occupé, ignorent la présence militaire de l'envahisseur italien. Cependant, les routes principales, et les grandes régions économiques, sont occupées, dont la voie ferrée Addis-Abeba-Djibouti. L'armée Italienne occupa donc effectivement environ 120 000 km2 de territoires Éthiopiens, une superficie qui correspondait alors tout de même à 1/3 de la superficie de l'Italie d'alors.

## L'échec de la colonisation

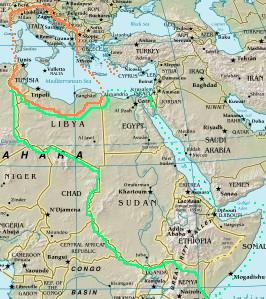
La vision d'un empire Mussolinien - après la victoire finale de l'axe - qui comprend l'Égypte, le Soudan, Djibouti et l'Est du Kenya. Cet empire étendu devait être poursuivi en Italie (limite en orange), et la Grande-Afrique (limites en vert).

Première étape du processus de colonisation italienne de l'Éthiopie, le contrôle militaire du territoire est l'enjeu principal puisqu'il permet le contrôle politique et administratif, or ce contrôle ne fut jamais effectif puisque les troupes italiennes n'ont jamais soumis la totalité de l'Abyssinie. Dans les faits, l'occupation était limitée aux grandes villes et aux grandes voies de communication. Plusieurs provinces échappaient totalement au contrôle italien, parmi lesquelles le Choa, le Godjam, le Bégemeder, le Wallo et le Wallaga. Ces régions montagneuses étaient contrôlées par les Arbegnotch. 
Malgré cette situation, l'Abyssinie était considérée comme incorporée à l'Empire italien; la réalité était toutefois plus complexe. Le 9 mai 1936, Mussolini proclama l'Empire italien, or il s'avère que cette proclamation était une "façade vaniteuse" qui tentait de masquer la véritable situation : le Duce rencontrait des difficultés à contrôler le territoire. Par ailleurs, les cartes font souvent état de l'Abyssinie intégrée comme un ensemble à l'Empire italien, or celles-ci, selon Paul B. Henze, peuvent être considérés comme « trompeuse(s) », car « aucune région d’Éthiopie ne fut entièrement sous le contrôle italien ». 
Berhanou Abebe, historien éthiopien, développe l'aspect légal de cette occupation : selon lui, l'Abyssinie avait gardé « sa souveraineté en la personne de l'Empereur Haïlé Sélassié Ier qui avait refusé l'armistice » même si la guerre était perdue. L'exil de l'Empereur à Bath (Angleterre) sera reproché par beaucoup, mais sa capture ou sa mort auraient entraîné des conséquences sur la souveraineté du pays occupé mais non colonisé. Selon Berhanou Abebe, l'Abyssinie « n'a été victime que d'une agression perpétrée en violation de tous les principes du droit international, sans pour autant que sa souveraineté ait cessé d'exister ».
En outre, Mussolini avait prévu une politique de colonisation par le peuplement, il souhaitait installer des milliers de colons italiens sur les hauts plateaux agricoles. Or, cette politique s'est soldée par un échec. À la fin de l'année 1936, on comptait près de 14 600 travailleurs italiens dans l'Afrique orientale italienne ; en juin 1939, ils étaient moins de 23 000 et près de 6 000 italiens se trouvaient sans emploi à Addis Abeba. Seulement 400 agriculteurs se sont installés en Abyssinie, dont seulement un tiers avait amené leur famille. En 1940, on pouvait recenser 54 296 italiens civils en Abyssinie.
Enfin, la colonisation culturelle fut inexistante, la langue italienne ne s'est pas répandue, les mœurs et les cultures n'ont pas été bouleversées par la présence italienne. Pour ce qui concernait les Chrétiens Catholiques, il y avait déjà des catholiques en Abyssinie bien avant 1935, surtout des conversions de missions Catholiques Françaises, et même, Italiennes, entre 1845 et 1895. Du fait de l'occupation Italienne, l'église Catholique régressera beaucoup après 1947 en Ethiopie.  
La courte durée de l'occupation (cinq années, jour pour jour) est un facteur permettant d'expliquer l'échec des différents processus de colonisation. À cela, il faut ajouter la nature géographique du pays (montagnes, hauts plateaux) mais également le rôle des différentes guérillas de la résistance éthiopienne.

## Vie sous l'occupation
L'occupation italienne est marquée par la violence. L'épisode le plus célèbre de ces 5 années d'occupation reste le massacre de Graziani, du nom du maréchal Rodolfo Graziani, à la suite d'un attentat raté : entre le 19 et le 21 février 1937 des milliers de civils éthiopiens furent tués à Addis-Abeba.
Après cet incident, Graziani est remplacé par Amédée II de Savoie-Aoste le 21 décembre 1937. Plusieurs grands travaux sont alors lancés, dotant l'Abyssinie d'un réseau routier plus performant. 3 200 km de routes sont construits ainsi que vingt-cinq hôpitaux, 14 hôtels, une douzaine d'office de poste, des écoles et d'autres infrastructures. Les Italiens tentent également d'éradiquer définitivement l'esclavage et abroger les lois féodales, dans la mesure où la lutte contre ces pratiques faisaient partie des raisons invoquées par l'envahisseur pour justifier la guerre. Ces deux éléments restent les seuls aspects « positifs » de l'occupation.
Le métissage devint illégal et la ségrégation raciale fut appliquée dans la mesure du possible. Dans une perspective de « défense de la race italienne » et de sa pureté, le concubinage, la cohabitation au quotidien des Italiens avec des Éthiopiennes fut ainsi rapidement interdit par la loi. Ce « madamisme » (madamismo) pratiqué par de nombreux colons et militaires italiens sur place, risquait en effet, selon les autorités fascistes, à la fois d'une part de produire des individus à l'identité indécise, faisant de ces métis des parias au sein des communautés d'origine des deux parents, d'autre part de flatter le penchant trop doux et sentimental que le Duce percevait et souhaitait éradiquer au sein de l'homme italien pour en faire un homme fasciste accompli, dur et dominant,.

## Libération

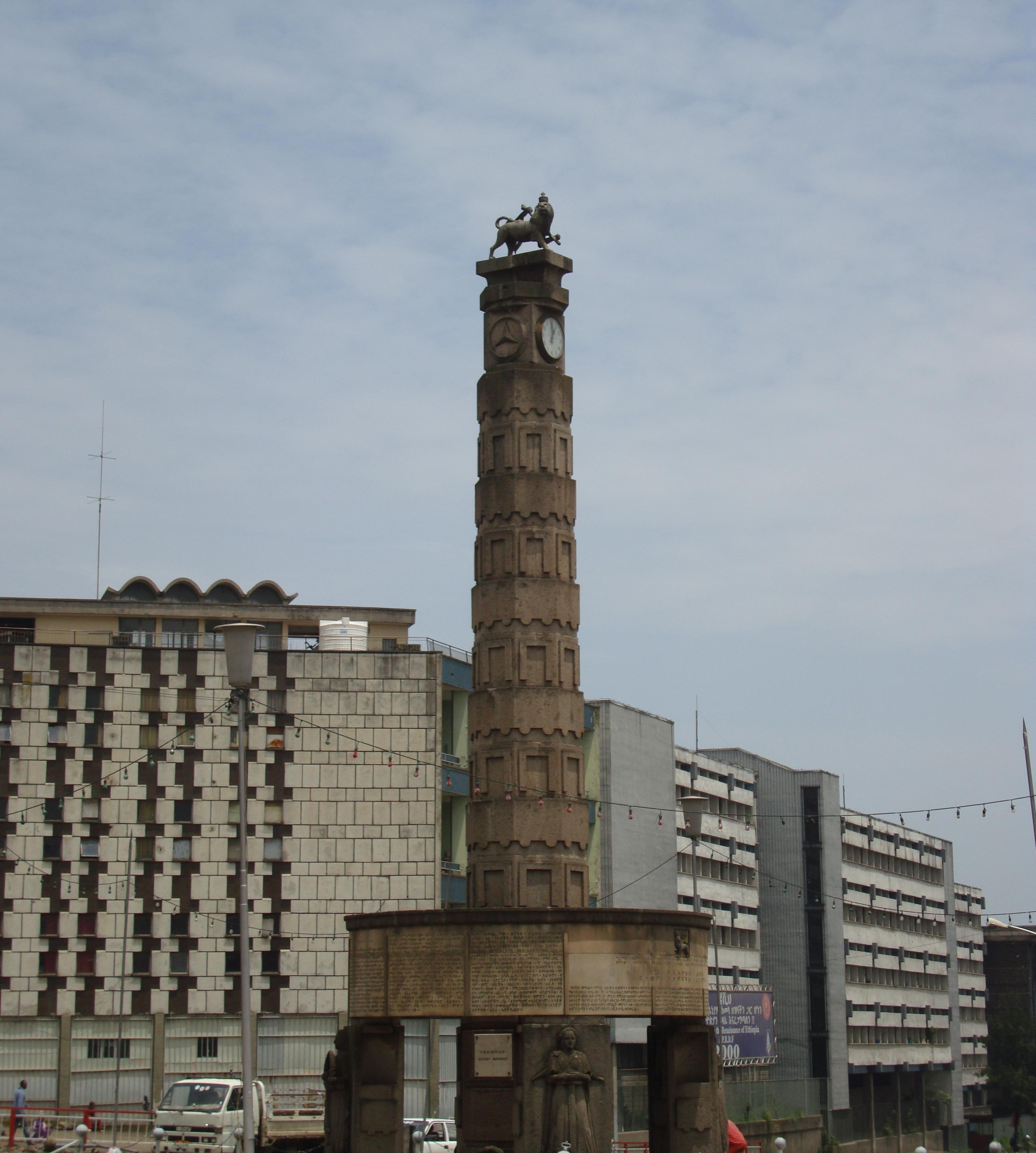
Miyazya 27 Adebabay.

L'Abyssinie est libérée le  5 mai 1941 par l'action des Arbegnoch (Patriotes) soutenus par les Britanniques. L'Empereur Haïlé Sélassié Ier revient à Addis Abeba avec le soutien des Britanniques. À la suite de la signature du traité de Paris de 1947, l'Italie doit verser 25 millions de dollars de réparation. L'Abyssinie avait élaboré une liste des dommages infligés au cours de l'occupation : la destruction de 2 000 églises ; la destruction de 525 000 maisons ; le massacre et/ou la confiscation de six millions de bœufs ; le massacre et/ou la confiscation de sept millions de moutons et chèvres ; le massacre et/ou la confiscation d'un million de chevaux et mulets et le massacre et/ou la confiscation de 700 000 chameaux. Les dommages s'élevaient selon ces estimations à 184 746 023 £.
En outre, les pertes suivantes furent recensées : 275 000 morts au combat ; 78 500 patriotes résistants tués pendant l'occupation ; 17 800 femmes et enfants tués par les bombardements ; 30 000 civils tués lors du massacre de Graziani en février 1937 ; 35 000 personnes mortes dans des camps de concentration ; 24 000 patriotes résistants exécutés par des juridictions sommaires ; 300 000 personnes mortes de privations à la suite de la destruction de leurs villages, soit un total de pertes s'établissant à 760 300, ce qui est très important proportionnellement à la population : 15 % de la population éthiopienne décède de mort violente entre 1935 et 1941 (il y avait moins de 5 200 000 Éthiopiens en 1935). Le traumatisme est durable par la suite, caractérisé par un rejet de l'Italie dans la population éthiopienne. Pour les Éthiopiens, la Seconde Guerre mondiale n'a pas commencé en 1939, mais en 1935, avec les débuts de l'agression italienne et le grand nombre de morts du conflit. Ces chiffres n'incluent pas les 95 000 morts civils et 5 000 morts militaires qui surviendront après 1941, et la période d'occupation. Les causes sont nombreuses : la famine (de nombreux cultivateurs et agriculteurs étaient soit mobilisés, soit prisonniers, ou tués au combat), les privations, à la suite des réquisitions, les manques de soins médicaux, les blessés graves qui meurent des suites de graves blessures,  etc. En Éthiopie, le chiffre d'un million de morts entre 1935 et 1945 est souvent évoqué par les officiels, et les historiens[réf. nécessaire].     
À partir de 1939, de nombreux résistants éthiopiens combattirent aux côtés des soldats britanniques et contribuèrent à chasser les Italiens de la Somalie Britannique en 1940, libérèrent l'Éthiopie entre 1939 et 1941, continuèrent les combats en Somalie et Érythrée italiennes, entre 1940 et 1941, et combattirent aussi en certaines zones du Soudan voisin, occupées par l'armée italienne. Certains combattants éthiopiens combattirent même jusqu'en Italie, entre 1943 et 1945, au sein de l'armée Britannique.       
Deux monuments à Addis Abeba rappellent cette période d'occupation :
- le Yekatit 12 (square du 12 Yekatit, le 12 yekatit 1929 étant la date du calendrier éthiopien correspondant au 19 février 1937) commémore les victimes du massacre de Graziani ;
- le Miyazya 27 adebabay (square du 27 Miyazya, date du calendrier éthiopien correspondant au 5 mai, date de la libération d'Addis Abeba) commémore la victoire des Arbegnoch (Patriotes) sur les troupes italiennes avec l'aide des Britanniques ; il se situe sur la même avenue que le précédent.

Après 1947, la population italienne ne cessera de décliner en Éthiopie, où elle sera fortement discriminée et rejetée. En 1998, il ne restait plus que quatre-vingts Italo-Éthiopiens enregistrés aux consulats italiens en Éthiopie.